# Binnenkern

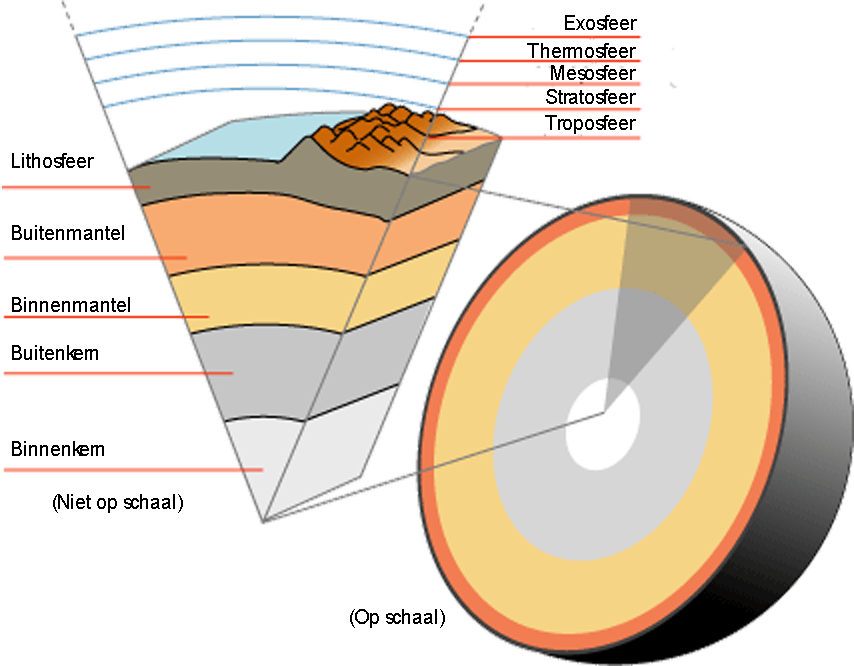
Schematische weergave van een indeling van de Aarde.

De binnenkern van de Aarde is een vaste bol met een straal van ongeveer 1220 km in het midden van de Aarde, gelegen op 5110 tot 6370 kilometer diepte.
De aardkern bestaat uit een vaste binnen- en een vloeibare buitenkern, die beide in tegenstelling tot de eromheen liggende aardmantel (die uit silicaten is opgebouwd) bestaan uit voornamelijk metalen waaronder ijzer en nikkel.

## Ontdekking
Het bestaan van een vaste binnenkern in de vloeibare buitenkern werd ontdekt in 1936 door de Deense seismologe Inge Lehmann. Zij kon het echter nog niet bewijzen. Lange tijd gold het vinden van dit bewijs als de heilige graal van de geologie. De eerste die dit kon bewijzen was de Geofysicus Arwen Deuss. Door nauwkeurige waarnemingen van seismische golven ontdekte ze de zwakke reflecties op de buitenkant van de binnenkern. Eerder was al ontdekt dat de buitenkern vloeibaar was, omdat S-golven er niet in doordringen. Dat de binnenkern vast is was moeilijker vast te stellen, omdat refracties van P-golven die erdoorheen bewegen zeer zwak zijn en moeilijk waar te nemen.  Recentelijk worden steeds vaker waarnemingen gedaan van refracties van S-golven in de binnenkern (zogenaamde PKJKP golven). Hoewel deze aanvankelijk controversieel waren worden ze steeds vaker als bewijs gezien dat de binnenkern vast is. Inmiddels kunnen onderzoekers de verdeling van isotopen en gesteente nauwkeurig analyseren, en nu blijken er grote verschillen in de chemie te zijn dat de theorie zeer twijfelachtig is. Vermoedelijk was de kern aanvankelijk vloeibaar maar naarmate de temperatuur daalde vond zich een kristallisatie plaats van de kern, die nog steeds groeit. Recent zijn onderzoekers er achter gekomen dat de kern in het westen smelt en in het oosten stolt en dus veel dynamischer is dan gedacht. Satellieten meten het magneetveld voortdurend. Zo kunnen we veranderingen registreren en welke processen zich in de kern plaatsvinden. Vroeger schommelde het magneetveld sterk en wisselden de Polen vaak van plaats. Het is belangrijk om te weten hoe vaak en waarom dat gebeurt,want zonder magneetveld staan we bloot aan te veel schadelijke straling uit de ruimte. Eerdere onderzoeken toonden aan dat de binnenkern van de aarde sneller draait dan de buitenkern van de planeet. Voor dit onderzoek analyseerden wetenschappers seismische ruimtegolven. Deze golven verplaatsen zich, door het binnenste deel van de aardkern. De geofysici vergeleken de reistijd van de golven en konden zo de verschuivingssnelheid van de binnenkern in kaart brengen. Het binnenste deel van de kern groeit nog steeds omdat materiaal in het buitenste deel stolt. Tijdens dit stollingsproces komt er warmte vrij wat voor convectie in de buitenkern zorgt. Door dit proces ontstaat het aardmagnetische veld. Zonder het aardmagnetische veld zijn wij onbeschermd. Over de aard van de discontinuïteit en de oorzaak van het snelheidsverschil, verschillen de meningen. Een mogelijkheid is dat het een mechanische grenslaag is, die met een verandering in de seismische anisotropi te maken heeft en zorgt voor deformatie. Als het plasma van de buitenkern gemagnetiseerd is kunnen zich parallel aan het statische B-veld dezelfde langmuir- en geluidsgolven voortplanten. Maar de EM. Golf wordt gesplitst in links en rechtsdraaiend circulair gepolariseerde golven met dispersie. De binnenkern van de aarde is een supermagneet die sneller draait dan de aarde. Onze planeet straalt zo'n 44.000 miljard watt uit in de vorm van warmte. Het leeuwendeel van de aardwarmte, ongeveer 24.000 miljard watt, ontstaat in de binnenkern van de aarde.

## Samenstelling en omstandigheden
De druk in de binnenkern varieert van 330 tot 360 GPa (Giga-Pascal) (meer dan 3 000 000 bar.). De temperatuur van de binnenkern is te berekenen omdat deze het smeltpunt is van verontreinigd ijzer bij de druk die heerst aan de buitenkant van de binnenkern (ongeveer 330 GPa). Omdat de mate van verontreiniging niet duidelijk is liggen schattingen tussen de 5000 en 6000 °C. IJzer is alleen vast bij deze hoge temperaturen vanwege de enorme druk.
Schattingen over de samenstelling van de binnenkern komen voort uit gegevens over de relatieve concentraties van de elementen in het Zonnestelsel, de massa en het volume van de Aarde. Alles wijst erop dat de binnenkern bestaat uit een nikkel-ijzerlegering met zeer kleine hoeveelheden andere elementen. Omdat de buitenkern minder dicht is dan van puur ijzer verwacht mag worden onder de betreffende omstandigheden wordt aangenomen dat rond de 10% uit lichtere elementen bestaat. Voor de binnenkern moet dit percentage lager liggen.

## Eigenschappen
De Amerikaanse geofysicus Jerry Jacobs bedacht dat de binnenkern ontstaat door het stollen van ijzer uit de buitenkern door de geleidelijke afkoeling van het binnenste van de Aarde. Modellen laten zien dat de kern afkoelt met een snelheid van ongeveer 100°C per miljard jaar. In het begin van de geschiedenis van de Aarde (de Aarde is 4,55 miljard jaar oud) moet daarom de complete kern gesmolten zijn geweest. De vaste binnenkern ontstond tussen de 4 en 2 miljard jaar geleden.
Er is weinig bekend over het proces waarmee de binnenkern groeit. Omdat de afkoeling erg langzaam gaat werd verwacht dat de structuur van de binnenkern homogeen zou zijn. Soms wordt zelfs aangenomen dat de binnenkern uit één gigantisch ijzerkristal bestaat. Seismologische waarnemingen lijken echter aan te geven dat de binnenkern een verre van homogene structuur heeft. Het grensvlak tussen de binnen- en de buitenkern laat variaties in seismologische eigenschappen zien op gebieden kleiner dan 1 km, wat onderzoekers vooralsnog voor raadsels stelt omdat temperatuurverschillen hier extreem klein zijn. Recente waarnemingen wijzen erop dat de binnenkern opgebouwd is uit lagen, met een transitiezone van ongeveer 250 tot 400 km dikte bovenaan, tegen de buitenkern. Misschien dat bij de aangroei van de binnenkern door sedimentatie van ijzerkristallen uit de buitenkern een wat poreuze structuur ontstaat waarin (in de buitenste lagen van de binnenkern) nog steeds vloeibaar ijzer aanwezig kan blijven.
Omdat de binnenkern niet vastzit aan de mantel kan hij een andere rotatiesnelheid dan de rest van de Aarde hebben. Sinds de jaren negentig is door het verzamelen van gegevens steeds duidelijker vast komen te staan dat dit inderdaad het geval is: de binnenkern roteert een fractie sneller dan de korst en de mantel, per miljoen jaar ongeveer 1 booggraad.
De aangroei van de binnenkern wordt verondersteld een grote invloed te hebben op de opwekking van het aardmagnetisch veld door dynamo-processen in de buitenkern. Omdat de vaste binnenkern niet dezelfde hoeveelheid lichtere elementen kan insluiten zal bij het stollen van ijzer op de buitenkant van de binnenkern een licht residu overblijven dat opstijgt en zo convectie in de buitenkern veroorzaakt. De aangroei van de binnenkern beïnvloedt ook de stromingen in de buitenkern en kan bovendien de richting van het aardmagnetisch veld bepalen omdat het een hogere viscositeit heeft dan de (turbulente) buitenkern.
Er bestaan ook theorieën dat de binnenkern interne deformatiepatronen zou hebben om te verklaren waarom seismische snelheden in sommige richtingen groter zijn dan in andere. Thermische convectie in de binnenkern lijkt onwaarschijnlijk, zodat als er convectie zou optreden in de binnenkern dit gedreven moet worden door variaties in compositie of in de hoeveelheid ingesloten vloeibaar ijzer. Een idee hierover is dat (plastische) stromingen in de binnenkern worden veroorzaakt door een hogere sedimentatiesnelheid van ijzerkristallen op de evenaar dan op de polen., een ander idee is dat veranderingen in het aardmagnetisch veld zorgen voor zeer langzame deformatie in de binnenkern.